# Giovanni III Malatesta
Giovanni III Malatesta (... – 1375) è stato un condottiero italiano.

## Biografia
Figlio di Malatestino I, nel 1324 ebbe le insegne equestri.
Mosse contro Urbino insieme a Ferrantino, per punire i ghibellini, che avevano tentato di impadronirsi di Pesaro, ma l'esercito riminese fu vinto e Giovanni fu costretto a fuggire.
Nel 1326 fu sospettato di essere complice dello zio Ramberto, nel tentativo di insignorirsi di Rimini, riuscì a scolparsi, ma preferì tenersi lontano da quella città fino a che vi dominava Ferrantino.
Sostenne fedelmente i diritti di Guastafamiglia e di Giangiotto contro i cugini e loro aderenti ed espugnò Monteleone, Calbana e Calbanella. Nel 1363 fu conclusa la pace e Giovanni venne assolto dalle scomuniche a lui fulminate dal cardinale Bertrando del Poggetto.
Nel 1344, tornando con Malatestino, da Parma e Modena, venne sorpreso da Filippo Gonzaga e malgrado una tenace resistenza viene fatto prigioniero.
Nel 1348 aiutò i signori di Rimini ad assoggettare la Marca di Ancona.
Nel 1348 passò nel Regno di Napoli e combatté per la regina Giovanna contro Ludovico re di Ungheria. Sotto le mura di Aversa fu vinto dal Bavaro e fatto prigioniero.
Durante la guerra che i suoi parenti mossero contro il cardinale Albornoz fu posto alla guardia di Ascoli, da cui venne cacciato con le sue genti, dal popolo sollevatosi.
Riconciliatosi con la Chiesa, nel 1356 combatté per questa una lunga guerra riuscendo a riprendere per la Chiesa gran parte dello stato, che le si era ribellato. Morì nel 1375.

## Discendenza
Giovanni sposò Violante Della Faggiola ed ebbero dieci figli:
- Filippo (?-1389)
- Galeotto (?-1423)
- Carlo (?-1486)
- Malatesta (?-post 1402)
- Carlo (?-1434)
- Ramberto (?-1481), sposò Alda Gonzaga e Francesca Pepoli
- Tino (?-1402), sposò Idana Malatesta e Margherita Malatesta
- Lodovico
- Nicola
- Pandolfo